# Fricative pharyngale sonore hameçon palatal
Le symbol fricative pharyngale sonore hameçon palatal ou coup de glotte réfléchi hameçon palatal, ʕ̡, est une lettre additionnelle de l’alphabet phonétique international utilisée dans quelques ouvrages linguistiques dont notamment par J. C. Catford (en) en 1973. Elle est composée d’un coup de glotte réfléchi diacrité d’un crochet palatal.

## Utilisation
Dans l’alphabet phonétique international, le coup de glotte réfléchi représente une consonne fricative pharyngale voisée et le crochet palatal indique une palatalisation. La consonne fricative pharyngale voisée palatalisée peut aussi être notée [ʕʲ] ou [ʕ͡j].
J. C. Catford (en) utilise le coup de glotte réfléchi hameçon palatal et le h culbuté suscrit [ʕ̡ᶣ], notamment en 1972, pour représenter une consonne fricative pharyngale voisée palatalisée et labialisé utilisée dans en abaza, par exemple dans les mots [ʕ̡ᶣa], « sec ».

## Représentation informatique
Le coup de glotte réfléchi hameçon palatal n’a pas de représentation informatique standardisée. Il peut être représenté approximativement avec le coup de glotte réfléchi et le signe diacritique crochet palatal U+0321: ʕ̡.